# Бартоломью Огбече
Бартоломью Огбече (англ. Bartholomew Ogbeche, нар. 1 жовтня 1984, Огоджа, Нігерія) — нігерійський футболіст, нападник, фланговий півзахисник.
Виступав, зокрема, за клуб «Парі Сен-Жермен», а також національну збірну Нігерії.

## Клубна кар'єра
Вихованець юнацьких команд футбольних клубів «Лобі Старз» та «Парі Сен-Жермен».
У дорослому футболі дебютував 2000 року виступами за команду клубу «Парі Сен-Жермен-2», в якій провів два сезони, взявши участь в 11 матчах чемпіонату.
Своєю грою за цю команду привернув увагу представників тренерського штабу основної команди клубу, до складу якого приєднався 2001 року. Відіграв за паризьку команду наступні три сезони своєї ігрової кар'єри.
Згодом з 2004 по 2016 рік грав у складі команд клубів «Бастія», «Парі Сен-Жермен», «Мец», «Аль-Джазіра», «Депортіво Алавес», «Реал Вальядолід», «Кадіс», «Кавала», «Мідлсбро», «Херес» та «Камбюр».
До складу клубу «Віллем II» приєднався 2016 року. Влітку 2018 року залишив команду.

## Виступи за збірну
2002 року дебютував в офіційних матчах у складі національної збірної Нігерії. Наразі провів у формі головної команди країни 11 матчів, забивши 3 голи.
У складі збірної був учасником чемпіонату світу 2002 року в Японії та Південній Кореї.